# Старий Оскол (аеропорт)
Старий Оскол (ICAO: UUOS) — аеропорт у однойменному місті Бєлгородської області, Росії.
Аеропорт здатний приймати літаки Ан-24, Ан-140, Ан-148, Saab 2000, Saab 340, Як-40, Як-42, Іл-114. Летовище має ЗПС довжиною 1 800 м та шириною 40 м. Пропускна спроможність аеровокзалу — 37 пас/год.
Регулярних авіарейсів аеропорт не має.

## Кількість пасажирів
| Рік  | Пасажиропотік Старого Оскола | %         | Загальний пасажиропотік по країні | % | Частка Старого Оскола |
| ---- | ---------------------------- | --------- | --------------------------------- | - | --------------------- |
| 2006 | 1 300 пас.                   |           |                                   |   |                       |
| 2007 | 1 134 пас.                   | - 12,8 %  |                                   |   |                       |
| 2008 | 475 пас.                     | - 58,1 %  |                                   |   |                       |
| 2009 | 388 пас.                     | - 18,3 %  |                                   |   |                       |
| 2010 | 953 пас.                     | + 145,6 % |                                   |   |                       |
| 2011 | 425 пас.                     | - 55,4 %  |                                   |   |                       |